# Jugend im Palast

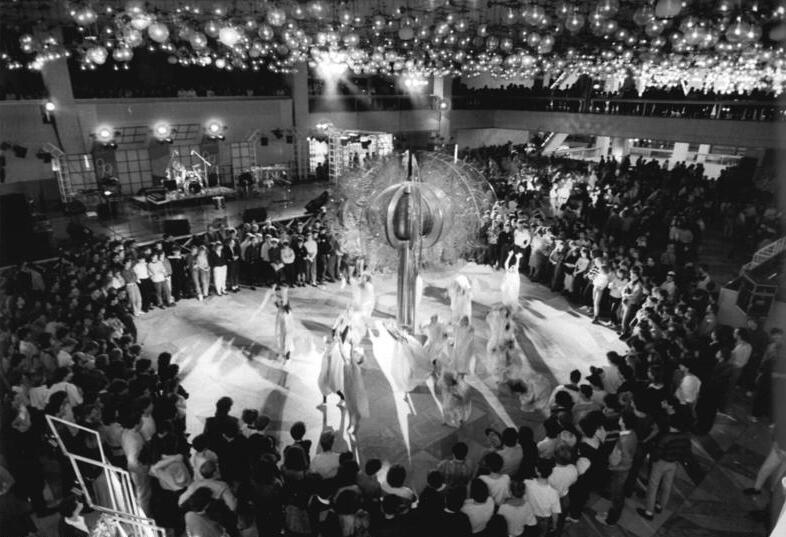
ELF99-Party bei Jugend im Palast (1990)

Jugend im Palast war ein Rock- und Bluesfestival im Ost-Berliner Palast der Republik von 1988 bis 1990.

## Geschichte
Das Musikfestival Rock für den Frieden war 1987 nach sechs Jahren wegen mehrerer Probleme eingestellt worden. 
Stattdessen wurde seit 1988 die Veranstaltungsreihe Jugend im Palast durchgeführt, bei der ebenfalls bekannte in- und ausländische Rock- und Bluesbands auftraten, die aber auf einen politischen Rahmen verzichtete.

## Veranstaltungen (Auswahl)

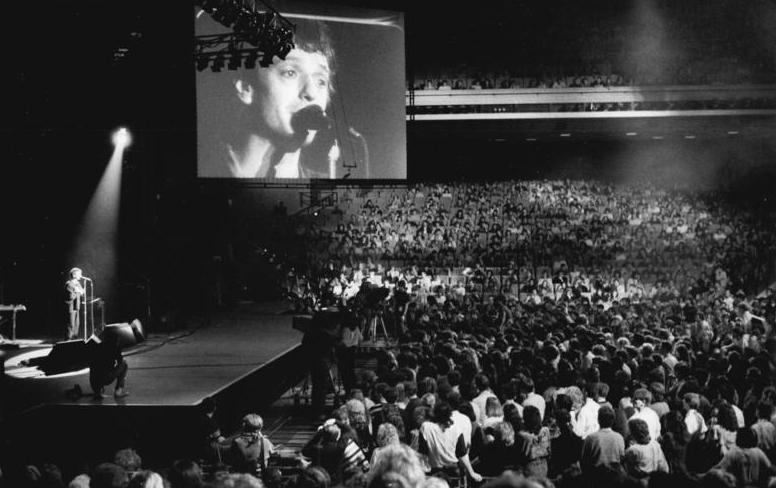
Purple Schulz bei Jugend im Palast (1989)

Es gab an den drei bis acht Veranstaltungstagen ein breites Angebot an Musik, Theater, Performances, Filmen, Ausstellungen, Kunstmarkt, Discothek und mehr, im Großen Saal,  im Theater im Palast (tip), im Hauptfoyer und weiteren Räumen des Palastes der Republik; der Zugang zum Hauptfoyer war zeitweise kostenfrei. Die Höhepunkte waren die Hauptkonzerte mit jeweils mehreren bekannten Bands.
1988
- 15. Januar AG Geige, Teurer denn je, die anderen
- 16. Januar Arija (UdSSR), Jocelyn B. Smith (USA/West-Berlin)
- 17. Januar Mr. Adapoe, Alvin Lee Band (USA)
- 18. Januar Jonathan Blues Band, Mitch Ryder  (USA)
- 19. Januar The Tremeloes (GB), Searchers (GB), The Cavern (GB)
- 22. Januar City, Günther-Fischer-Band
- 23. Januar Rosalili, Pascal von Wroblewsky, Stern Meißen
- 24. Januar Rockhaus, Dirk Zöllner, und weitere

1989
14.–21. Januar
- 14. Januar Die Zöllner, Puhdys, Rockhaus, Karussell, und weitere
- 15. Januar Electric B force, Trugschluß, und weitere
- 19. Januar Die Vision, die anderen, Die Atominos, Ian Cussick (GB)
- 20. Januar Jade, Zwei Wege, Purple Schulz (D)
- 21. Januar Engerling, Young Power Big Band, Tom Cunningham & Crew (USA/West-Berlin), und weitere

1990
- 24. Januar Hansi Biebl Band, Die Zöllner, Engerling, Karussell, Pankow, Rio Reiser (West-Berlin)
- 26. Januar Mr. Adapoe, Test-Bild-Tester
- 27. Januar Die Zöllner, Poems for Laila (West-Berlin)